# Gran Premio motociclistico d'Europa 1993
Il Gran Premio motociclistico d'Europa 1993 fu l'ottavo Gran Premio della stagione e si disputò il 4 luglio 1993 sul circuito di Catalogna, in Spagna.
Nella classe 500 il vincitore fu, per la terza volta in stagione, Wayne Rainey, che a partire da questa gara utilizzò sulla sua moto un telaio della ROC con motore ufficiale Yamaha; nella classe 250 e nella 125 la vittoria andò rispettivamente a Max Biaggi e Noboru Ueda, che colsero in questa occasione la loro unica vittoria dell'anno.

## Classe 500

### Arrivati al traguardo
| Pos. | Nº | Pilota            | Squadra                 | Motocicletta  | Giri | Tempo     | Griglia | Punti |
| ---- | -- | ----------------- | ----------------------- | ------------- | ---- | --------- | ------- | ----- |
| 1º   | 1  | Wayne Rainey      | Marlboro Team Roberts   | Yamaha        | 25   | 45:58.314 | 3       | 25    |
| 2º   | 2  | Mick Doohan       | Rothmans Honda          | Honda         | 25   | +3.898    | 1       | 20    |
| 3º   | 34 | Kevin Schwantz    | Lucky Strike Suzuki     | Suzuki        | 25   | +18.992   | 2       | 16    |
| 4º   | 4  | Daryl Beattie     | Rothmans Honda          | Honda         | 25   | +46.625   | 7       | 13    |
| 5º   | 9  | Alex Barros       | Lucky Strike Suzuki     | Suzuki        | 25   | +55.799   | 10      | 11    |
| 6º   | 11 | Niall Mackenzie   | Valvoline Team WCM      | ROC Yamaha    | 25   | +55.806   | 9       | 10    |
| 7º   | 30 | Juan López Mella  | Lopez Mella Racing      | ROC Yamaha    | 25   | +1:05.880 | 12      | 9     |
| 8º   | 32 | José Kuhn         | Euromoto                | Yamaha        | 25   | +1:05.962 | 13      | 8     |
| 9º   | 63 | Juan Garriga      | Cagiva Corse            | Cagiva        | 25   | +1:36.568 | 16      | 7     |
| 10º  | 27 | Renzo Colleoni    | Team Elit               | ROC Yamaha    | 25   | +1:46.964 | 20      | 6     |
| 11º  | 20 | Jeremy McWilliams | Millar Racing           | Yamaha        | 25   | +1:49.221 | 18      | 5     |
| 12º  | 29 | Sean Emmett       | Shell Team Harris       | Harris Yamaha | 24   | +1 giro   | 21      | 4     |
| 13º  | 33 | Andreas Meklau    | Austrian Racing Company | ROC Yamaha    | 24   | +1 giro   | 13      | 3     |
| 14º  | 24 | Cees Doorakkers   | Doorakkers Racing       | Harris Yamaha | 24   | +1 giro   | 24      | 2     |
| 15º  | 7  | Luca Cadalora     | Marlboro Team Roberts   | Yamaha        | 24   | +1 giro   | 6       | 1     |
| 16º  | 42 | Andrew Stroud     | Team Harris             | Harris Yamaha | 24   | +1 giro   | 25      |       |
| 17º  | 16 | Michael Rudroff   | Rallye Sport            | Harris Yamaha | 24   | +1 giro   | 17      |       |

### Ritirati
| Nº | Pilota          | Squadra              | Motocicletta  | Giri | Griglia |
| -- | --------------- | -------------------- | ------------- | ---- | ------- |
| 18 | Bernard Garcia  | Yamaha Motor France  | Yamaha        | 20   | 15      |
| 23 | Serge David     | Team ROC             | ROC Yamaha    | 11   | 19      |
| 15 | Tsutomu Udagawa | Team Udagawa         | ROC Yamaha    | 6    | 11      |
| 21 | Laurent Naveau  | Euro Team            | ROC Yamaha    | 6    | 14      |
| 25 | Thierry Crine   | Ville de Paris       | ROC Yamaha    | 5    | 27      |
| 36 | Lucio Pedercini | Team Pedercini       | ROC Yamaha    | 5    | 26      |
| 22 | Kevin Mitchell  | MBM Racing           | Harris Yamaha | 4    | 22      |
| 31 | Bruno Bonhuil   | MTD Objectif 500     | ROC Yamaha    | 4    | 28      |
| 14 | Marco Papa      | Librenti Corse       | Librenti      | 4    | 31      |
| 5  | Doug Chandler   | Cagiva Team Agostini | Cagiva        | 1    | 5       |
| 6  | Shin'ichi Itō   | HRC Rothmans Honda   | Honda         | 1    | 8       |
| 37 | Simon Crafar    | Peter Graves Racing  | Harris Yamaha | 1    | 30      |
| 8  | Àlex Crivillé   | Marlboro Honda Pons  | Honda         | 0    | 4       |

### Non partito
| Nº | Pilota        | Squadra               | Motocicletta  | Griglia |
| -- | ------------- | --------------------- | ------------- | ------- |
| 28 | John Reynolds | Padgett's Motorcycles | Harris Yamaha | 29      |

## Classe 250

### Arrivati al traguardo
| Pos | Nº | Pilota                    | Motocicletta | Giri | Tempo     | Griglia | Punti |
| --- | -- | ------------------------- | ------------ | ---- | --------- | ------- | ----- |
| 1   | 5  | Max Biaggi                | Honda        | 23   | 43:09.388 | 1       | 25    |
| 2   | 18 | Tadayuki Okada            | Honda        | 23   | +2.601    | 8       | 20    |
| 3   | 6  | Alberto Puig              | Honda        | 23   | +3.458    | 7       | 16    |
| 4   | 14 | Nobuatsu Aoki             | Honda        | 23   | +3.655    | 6       | 13    |
| 5   | 17 | Jean-Philippe Ruggia      | Aprilia      | 23   | +3.814    | 5       | 11    |
| 6   | 8  | Carlos Cardús             | Honda        | 23   | +6.489    | 11      | 10    |
| 7   | 34 | Luis d'Antín              | Honda        | 23   | +14.734   | 15      | 9     |
| 8   | 11 | Wilco Zeelenberg          | Aprilia      | 23   | +30.893   | 16      | 8     |
| 9   | 16 | Andreas Preining          | Aprilia      | 23   | +32.577   | 23      | 7     |
| 10  | 37 | Simon Crafar              | Suzuki       | 23   | +37.442   | 18      | 6     |
| 11  | 4  | Helmut Bradl              | Honda        | 23   | +42.873   | 9       | 5     |
| 12  | 7  | Jochen Schmid             | Yamaha       | 23   | +44.854   | 14      | 4     |
| 13  | 24 | Patrick van den Goorbergh | Aprilia      | 23   | +50.262   | 19      | 3     |
| 14  | 26 | Bernd Kassner             | Aprilia      | 23   | +53.657   | 26      | 2     |
| 15  | 51 | Jean Pierre Jeandat       | Aprilia      | 23   | +53.960   | 29      | 1     |
| 16  | 23 | Bernard Haenggeli         | Aprilia      | 23   | +54.089   | 22      |       |
| 17  | 36 | Pere Riba                 | Honda        | 23   | +57.620   | 20      |       |
| 18  | 44 | Jean-Michel Bayle         | Aprilia      | 23   | +1:14.164 | 30      |       |
| 19  | 32 | Volker Bähr               | Honda        | 23   | +1:35.478 | 33      |       |
| 20  | 63 | Óscar Sainz               | Yamaha       | 23   | +2:23.918 | 32      |       |
| 21  | 22 | Luis Maurel               | Aprilia      | 22   | +1 giro   | 21      |       |
| 22  | 43 | Massimo Pennacchioli      | Honda        | 22   | +1 giro   | 34      |       |
| 23  | 35 | Loek Bodelier             | Honda        | 22   | +1 giro   | 31      |       |

### Ritirati
| Nº | Pilota                   | Motocicletta | Giri | Griglia |
| -- | ------------------------ | ------------ | ---- | ------- |
| 20 | Eskil Suter              | Aprilia      | 20   | 17      |
| 39 | Alessandro Gramigni      | Gilera       | 16   | 27      |
| 28 | Adrian Bosshard          | Honda        | 12   | 10      |
| 27 | Frédéric Protat          | Aprilia      | 12   | 13      |
| 53 | Alex Sirera              | Yamaha       | 10   | 25      |
| 25 | Jurgen van den Goorbergh | Aprilia      | 9    | 24      |
| 65 | Loris Capirossi          | Honda        | 7    | 3       |
| 13 | Loris Reggiani           | Aprilia      | 6    | 4       |
| 3  | Pierfrancesco Chili      | Yamaha       | 2    | 12      |
| 31 | Tetsuya Harada           | Yamaha       | 1    | 2       |

### Non partito
| Nº | Pilota       | Motocicletta | Griglia |
| -- | ------------ | ------------ | ------- |
| 21 | Paolo Casoli | Gilera       | 28      |

## Classe 125

### Arrivati al traguardo
| Pos | Nº | Pilota             | Motocicletta | Giri | Tempo     | Griglia | Punti |
| --- | -- | ------------------ | ------------ | ---- | --------- | ------- | ----- |
| 1   | 7  | Noboru Ueda        | Honda        | 22   | 43:33.091 | 4       | 25    |
| 2   | 3  | Ralf Waldmann      | Aprilia      | 22   | +0.061    | 3       | 20    |
| 3   | 17 | Akira Saitō        | Honda        | 22   | +0.085    | 5       | 16    |
| 4   | 12 | Herri Torrontegui  | Aprilia      | 22   | +0.224    | 7       | 13    |
| 5   | 5  | Dirk Raudies       | Honda        | 22   | +1.571    | 2       | 11    |
| 6   | 6  | Jorge Martínez     | Honda        | 22   | +22.513   | 8       | 10    |
| 7   | 63 | Carlos Checa       | Honda        | 22   | +22.615   | 10      | 9     |
| 8   | 16 | Ezio Gianola       | Honda        | 22   | +22.715   | 16      | 8     |
| 9   | 36 | Takeshi Tsujimura  | Honda        | 22   | +34.797   | 1       | 7     |
| 10  | 24 | Haruchika Aoki     | Honda        | 22   | +35.003   | 25      | 6     |
| 11  | 10 | Hans Spaan         | Honda        | 22   | +35.033   | 18      | 5     |
| 12  | 15 | Oliver Petrucciani | Aprilia      | 22   | +35.266   | 13      | 4     |
| 13  | 20 | Manfred Baumann    | Honda        | 22   | +36.144   | 21      | 3     |
| 14  | 21 | Stefan Kurfiss     | Aprilia      | 22   | +37.745   | 34      | 2     |
| 15  | 14 | Oliver Koch        | Honda        | 22   | +43.203   | 24      | 1     |
| 16  | 28 | Luigi Ancona       | Honda        | 22   | +51.095   | 17      |       |
| 17  | 2  | Fausto Gresini     | Honda        | 22   | +53.147   | 22      |       |
| 18  | 22 | Lucio Cecchinello  | Gazzaniga    | 22   | +55.445   | 29      |       |
| 19  | 25 | Neil Hodgson       | Honda        | 22   | +55.531   | 31      |       |
| 20  | 29 | Arie Molenaar      | Honda        | 22   | +55.963   | 27      |       |
| 21  | 65 | Gabriele Debbia    | Honda        | 22   | +1:40.929 | 14      |       |

### Ritirati
| Nº | Pilota            | Motocicletta | Giri | Griglia |
| -- | ----------------- | ------------ | ---- | ------- |
| 43 | Manuel Hernández  | Aprilia      | 19   | 30      |
| 9  | Carlos Giró       | Aprilia      | 18   | 11      |
| 19 | Kinya Wada        | Honda        | 14   | 19      |
| 42 | Shinya Sato       | Honda        | 14   | 28      |
| 8  | Kazuto Sakata     | Honda        | 10   | 6       |
| 27 | Julián Miralles   | Honda        | 9    | 20      |
| 11 | Peter Öttl        | Aprilia      | 4    | 9       |
| 31 | Garry McCoy       | Aprilia      | 4    | 15      |
| 64 | Josep Sardá       | Honda        | 4    | 23      |
| 30 | Giovanni Palmieri | Aprilia      | 3    | 32      |
| 23 | Maik Stief        | Honda        | 1    | 26      |
| 41 | Luis Álvaro       | Honda        | 0    | 33      |

### Non partito
| Nº | Pilota         | Motocicletta | Griglia |
| -- | -------------- | ------------ | ------- |
| 38 | Emilio Cuppini | Honda        | 12      |